# 상일 나들목
상일 나들목(Sangil IC)은 서울특별시 강동구 상일2동과 경기도 하남시 초일동에 걸쳐 설치된 수도권제1순환고속도로의 6번 교차로이다. 경기도 하남시와 시계를 이루고 있어, 서울특별시 강동구 상일동 및 경기도 하남시 초이동, 풍산동, 덕풍동 등지로 진출할 수 있다. 주변에 화훼단지가 많이 있다.

## 연혁
- 1987년 12월 3일 : 중부고속도로 남이 ~ 하일간 개통에 따라 영업 개시[1]

## 구조물 정보
- 위치: 서울특별시 강동구 상일2동, 경기도 하남시 초이동

## 접속하는 도로
- 국도 제43호선 (조정대로, 천호대로)
- 서울특별시도 제50호선 (천호대로)